# Winifred Margaret Deans
Winifred Margaret Deans (New Milton, Hampshire, Inglaterra, 9 de outubro de 1901 – 7 de junho de 1990) foi uma prolífica tradutora de textos científicos do alemão para o inglês, que também lecionou matemática e física para alunos do nível secundário e trabalhou no Commonwealth Bureau of Animal Nutrition.

## Vida e formação
Deans foi um de dois irmãos, filha de Duncan Deans e Mary Ann Sharp, nascida em Milton, Hampshire, Reino Unido. Graduou-se com um M.A. com honras de primeira classe em matemática na Universidade de Aberdeen em 1922. Também obteve um B.Sc. na mesma universidade em 1923. Mais tarde estudou no Newnham College, Cambridge, obtendo um B.A. de primeira classe e depois fez a Parte I do Mathematical Tripos em 1925. Obteve outro M.A, em Cambridge, em 1929.

## Trabalho
Deans lecionou matemática e física na Harrow County Secondary School for Girls por dois anos. Retornou então para Aberdeen e recebeu um diploma em educação em 1927. Juntou-se à Blackie and Son, uma editora em Glasgow, como editora científica assistente. Começou a traduzir para eles publicações em alemão, primariamente relacionadas à física e matemática. Traduções importantes incluem aquelas de textos de Max Born, Léon Brillouin, Louis de Broglie, Peter Debye, Richard Gans, Robert Pohl e Erwin Schrödinger. Traduziu também as crônicas de Else Wegener e Fritz Loewe da quarta expedição de Alfred Wegener à Groelândia em 1930–1931.
Deans trabalhou no Commonwealth Bureau of Animal Nutrition, que fazia parte do Rowett Research Institute, Aberdeen, em 1945. Retirou-se do Bureau em 1966.

## Traduções
- com J F Shearer: Collected Papers on Wave Mechanics, E. Schrödinger, traduzido em 1928[2]
- Selected Papers on Wave Mechanics, L. de Broglie e L. Brillouin, traduzido em 1928
- Alpine Flowers: The Most Common Alpine Plants of Switzerland, Austria and Bavaria, G. Hegi, traduzido em 1930[3]
- The Dipole Moment and Chemical Structure, P. Debye, traduzido em 1931[4]
- The Interference of Electrons, P. Debye, traduzido em 1931[5]
- Vector Analysis and Applications to Physics, R. Gans, traduzido em 1932[6]
- Physical Principles of Mechanics and Acoustics, R. Pohl, traduzido em 1932
- The Structure of Molecules, P. Debye, traduzido em 1932
- The Restless Universe, M. Born, traduzido em 1935
- The Cave Children, A. T. Sonnleitner, traduzido em 1935[7]
- com J Dougall: The Physics of Solids and Fluids, P. P. Ewald, T. Poschl e L. Prandtl, traduzido em 1936[8]
- Greenland Journey, E. Wegener e F. Loewe, traduzido em 1939
- Hinterland Liberia, E. Becker-Donner, traduzido em 1939